# Scylaticus gymnosternum
Scylaticus gymnosternum là một loài ruồi trong họ Asilidae. Scylaticus gymnosternum được Londt miêu tả năm 1992. Loài này phân bố ở vùng nhiệt đới châu Phi.